# مدر البول المستبقي للبوتاسيوم

الصيغة البنيوية لمدرات البول الموفرة للبوتاسيوم. انقر للتكبير.

مدرات البول المستبقية للبوتاسيوم أو مدرات البول الموفرة للبوتاسيوم (بالإنجليزية: Potassium Sparing Diuretics)‏ هي أدوية مدرة للبول لا تعزز إفراز البوتاسيوم في البول.
تُستخدم هذه الأدوية كمعالجة مساعدة مع أدوية أخرى في علاج ضغط الدم المرتفع وإدارة فشل القلب الاحتقاني.

## دواعي الاستعمال
تُستخدم مدرات البول الموفرة للبوتاسيوم عمومًا مع أدوية أخرى مدرة للبول (مثلاً، مدرات البول العروية) التي تؤدي بدونها إلى خفض مستويات البوتاسيوم في الجسم إلى مستويات منخفضة يمكن أن تشكل خطرًا (نقص بوتاسيوم الدم). لذلك، فإن تناول العقارين معًا يساعد في الحفاظ على معدل مرجعي طبيعي للبوتاسيوم.

## الآثار السلبية
يمكن أن ترفع هذه المجموعة من الأدوية وحدها مستويات البوتاسيوم لأعلى من المدى الطبيعي، ويطلق عليها فرط بوتاسيوم الدم، مما قد يعرض المريض لمخاطر أكبر للإصابة بـاضطراب النظم المميت.

## آلية العمل
تعتبر مدرات البول الموفرة للبوتاسيوم مناهضات تنافسية، تتنافس إما مع الألدوستيرون المستخدم في مواقع المستقبل الهيولي داخل الخلايا أو تقوم بسد قنوات الصوديوم مباشرةً (خاصةً قنوات الصوديوم الظهارية (ENaC) عن طريق الأميلوريد). ويمنع السابق إنتاج البروتينات التي يتم تصنيعها عادةً كاستجابة لهرمون الألدوستيرون. ولا يتم إنتاج هذه البروتينات الوسيطة، وبهذا لا يتم تحفيز مواقع تبادل الصوديوم-البوتاسيوم في أنابيب التجميع الصغيرة. ويمنع ذلك إعادة امتصاص الصوديوم وإفراز البوتاسيوم وأيون الهيدروجين.

## التركيب الكيميائي
لا يوجد أي تشابه كيميائي واضح بين مدرات البول الموفرة للبوتاسيوم، سوى في التركيب الستيرويدي لمناهضات الألدوستيرون. تتضمن المدرات المستخدمة سريريًا:
- محصرات قنوات الصوديوم الظهارية
  - الأميلوريد
  - التريامتيرين
- مناهضات الألدوستيرون:
  - السبيرونولاكتون
  - الإيبليرينون

## مدرات البول الأخرى
على الرغم من عدم اعتبارها مدرات بول موفرة للبوتاسيوم، فإن مثبطات الإنزيم المحول للأنجيوتنسين (ACEi) و محصرات مستقبلات الأنجيوتنسين (ARB) أدوية لعلاج ضغط الدم المرتفع لها آثار مدرة للبول وتقلل من إفراز الكلى للبوتاسيوم. وتعمل من خلال إيقاف إنتاج مثبطات الإنزيم المحول للأنجيوتنسين أو تأثيرات محصرات مستقبلات الأنجيوتنسين 2. ويؤدي ذلك إلى تقليل إفراز الألدوستيرون؛ مما يتسبب في آثار مماثلة لمدرات البول الموفرة للبوتاسيوم التي تشبه آثار مناهضات الألدوستيرون والسبيرونولاكتون والإيبليرينون.

## وصلات خارجية
- Potassium+Sparing+Diuretics في المكتبة الوطنية الأمريكية للطب نظام فهرسة المواضيع الطبية (MeSH).